# Cantigny, Somme

Cantigny este o comună în departamentul Somme, Franța. În 1 ianuarie 2022 avea o populație de 110 de locuitori.